# Килива (язык)
Килива (Kiliwa, Kiliwi, K’olew Ñaja', Quiligua) — почти исчезнувший индейский язык аборигенного народа килива, проживающего в муниципалитетах Агуа-Эскондида, Арройо-Леон, Ла-Парра, юго-восточнее города Энсенада и южнее городов Кокопа, Пайпай, Типай в штате Нижняя Калифорния в Мексике.

## Классификация
Килива является самым южным представителем языковой семьи юман, при этом он наиболее отличается от других языков, составляющих основную часть упомянутой семьи. Южные соседи килива, кочими, говорили на языке или семье языков, которые, вероятно, были тесно связаны, но не принадлежали к языковой семье юман.
Среди лингвистов, изучающих доисторические языки, отсутствует согласие относительно того, мигрировали ли лингвистические предки килива в Нижнюю Калифорнию с севера отдельно от предков кочими и основных юманцев, или их отличие от этех групп было приобретено уже на месте. Использование метода глоттохронологии (вызывающее споры) показывает, что отделение килива от основных юманцев, возможно, произошло около 2000-3000 лет назад.

## Фонология

### Согласные
p, t, c, k, kw, q, ?

(v), s, (SS), x, xw, (hw)

m, n, ny

r, l

(rl)

w, y

### Гласные
i, u, ii, uu

a, aa

### Высота акцентов
(1) высокий, (2) понижающийся, (3) низкий